# Echizen (cidade)

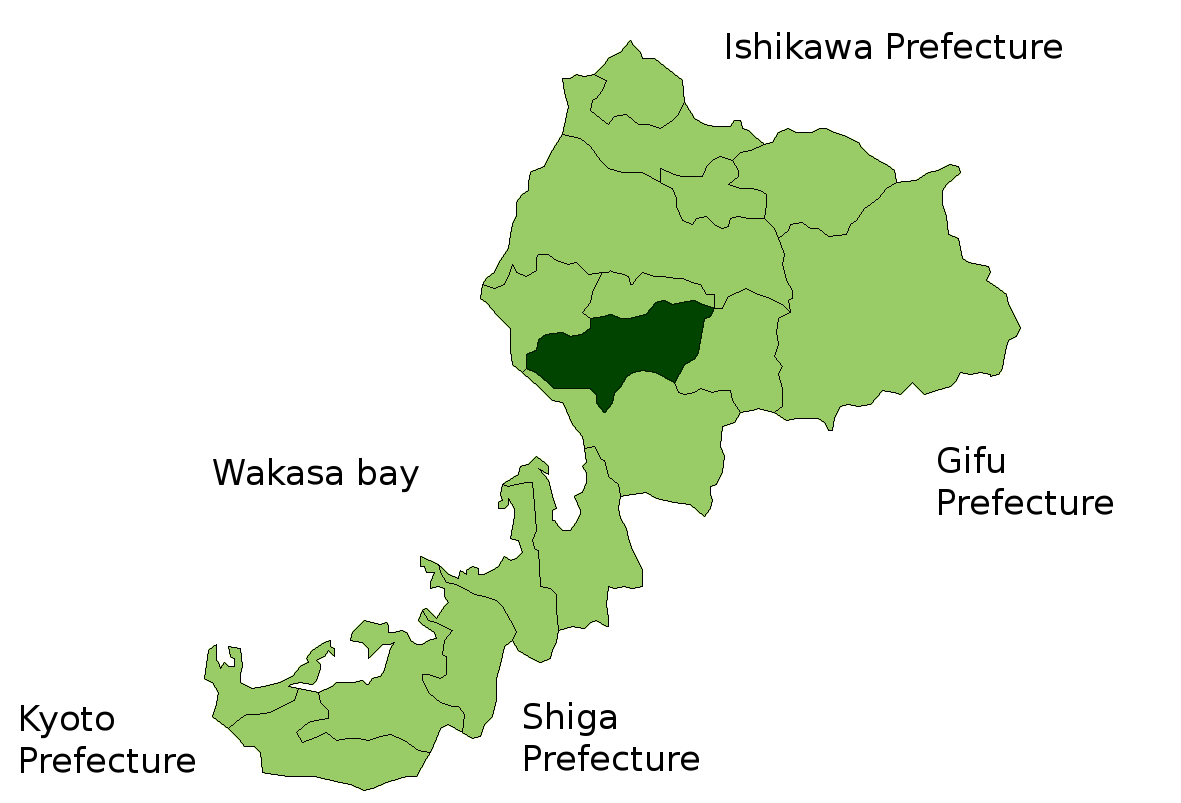
Localização da Cidade de Echizen na Província de Fukui.

Echizen(越前市) -shi é uma cidade japonesa localizada na província de Fukui.
Em 1 de Abril de 2009 a cidade de Echizen tinha uma população estimada de 85 723 pessoas e uma densidade populacional de 375 h/km². Sua área total é de 230,75 km².
Echizen possui algumas fábricas de componentes eletrônicos, e é conhecida no país inteiro, pela qualidade das lâminas produzidas pelos artesãos da cutelaria e pelo Washi, tradicional papel japonês. Mas é famosa pelo grande número de pequenas empresas e negócios; de fato, a piada local é de que cada pessoa na cidade chama a outra de "shachô" ("presidente da companhia") o que é quase verdade. Echizen hospeda uma pequena, mas vibrante comunidade brasileira (dekassegui), cuja maioria trabalha numa empresa de capacitores cerâmicos, uma comunidade menor de chineses, predominantemente ligada a indústria de confecções. Um grande contingente de professores de inglês estrangeiros (ALT) também vive em Echizen, lecionando nas escolas de todos os níveis. Estes estrangeiros podem ser encontrados nos seus refúgios, Matsuri Sushi, Arena e outros bares e restaurantes da cidade.

## História
Echizen ficou com as dimensões atuais em 1°de Outubro de 2005, quando a cidade de Takefu e a vila de Imadate ( Fukui) juntaram-se para formar a cidade, que tem sido um importante centro regional nos últimos 1500 anos. Além das ruínas de vários castelos e sítios arqueológicos, Echizen é conhecida pelos mais de 300 templos budistas e shintoístas. Acolheu (durante 1 ano) Murasaki Shikibu, a célebre autora de O Conto de Genji -Genji Monogatari- conhecida no ocidente como Lady Murasaki. Seu pai foi governador da antiga Província de Echizen.

### Período Yamato(250-710)
Durante o período Yamato, a área compreendida de Tsuruga até a Nigata era chamada de Província de Koshi. No ano de 507, um cidadão da Região de Echizen ascendeu ao trono, tornando-se o 26° Imperador do Japão, Imperador Keitai. Neste período a área de Takefu começou a prosperar cultural e economicamente.

### Período Nara(710-794)
Com o intuito de derrotar os Ainus na Província de Koshi, Echizen se tornou uma base militar, sendo a mais próxima do inimigo. A área que se tornaria a Cidade de Echizen, era o portão de entrada para a estrada Hokurikudō, formando assim um centro governamental com importância política, econômica e cultural. Durante este período o poeta Nakatomi no Yakamori exilado em Echizen, escreveu seus 40 poemas do Man'yōshū—incluindo as cartas de amor para Sanuno Otogami no Otome. Outro famoso poeta do Man'yōshū, Ōtomo no Yakamochi, escreveu muitas obras sobre Echizen. Estes poemas podem ser encontrados na Vila Echizen no Sato .

### Período Heian(794 – 1185)
A célebre escritora Murasaki Shikibu deixou Kyoto,sua cidade natal apenas uma vez em sua existência—para vir a Echizen. Seu pai, Fujiwara no Tametoki, foi apontado como representante da Província de Echizen e a princesa Murasaki o acompanhou. Ela ficou durante o período de 1 ano e retornou a terra natal para se casar com Fujiwara Nobutaka. Suas experiências em Echizen tiveram grande influência na obra, O Conto de Genji- Genji Monogatari, e muitos lugares de Echizen aparecem em sua obra.

### Período Nanboku-cho(1336-1392)
Durante 60 anos, a área central de echizen, na época conhecida como Fuchū, foi um importante centro militar. Takatsune Shiba, general da Província de Echizen, lutou contra Yoshisada Nitta na Batalha de Hinogawa. Shiba pedeu a batalha, seu castelo foi tomado por Nitta, e fugiu para o norte Castelo Asuwa em Cidade de Fukui. Nitta o perseguiu até Fukui, mas desta vez foi derrotado e morto por seu oponente. Shiba retornou para Fuchū e conquistou ambos Castelo Fuchū e Castelo Ōtaki. O destino da guerra entre a Norte e o Côrtes Imperiais do Sul foi decidida na área de Fuchuu. Hoje, um memorial dedicado ao Castelo Shinzenkouji pode ser visto no Templo Shougaku na Cidade de Echizen.

### Período Muromachi(1336-1573)
As vitórias de Takatsune Shiba no período Nanboku-cho permitiram a ele a se tornar um poderoso Senhor Feudal daimyō independente ao papel dado a ele pelo Shogun  Ashikaga. Trocou o seu nome de Shiba para Kuratani e passou o controle da Província de Echizen para seu filho, e não para a outra pessoa designada para a função. Kuratani construiu sua residência em Ajimano área da cidade de Echizen.

### Período Sengoku(1573-1600)
Durante o Período Sengoku, a Província de Echizen teve um poderoso exército sob o comando de Daimyo Asakura, que transferiu a capital da província de Fuchū, para o norte, perto da cidade de Fukui. Entretanto, aconteceram muitas rebeliões causadas por Ikkō-ikki. Para acabar com as rebeliões e restaurar a paz, Oda Nobunaga invadiu a  Província de Echizen e matou Asakura. Futuramente, ele dividiu Fuchū entre Fuwa Mitsuharu, Sassa Narimasa, e Maeda Toshiie. Conhecidos como Fuchuu Sanninshū (府中三人衆), "Os três de Fuchū," por sua cooperação na administração da região. Parte do Castelo de Sassa Narimasa, Castelo Komaru, ainda existe hoje. Maeda Toshiie tornou-se um importante daimyo e organizou um grande exército, tornando Fuchū a pedra fundamental deste famoso "hyakumangoku" território.

### Período Edo(1600-1868)
Após a Batalha de Sekigahara, Yūki Hideyasu tornou-se o daimiô do Domínio de Fukui. Durante este período, Honda Tomimasa, homem de confiança de Tokugawa Ieyasu, foi apontado como chefe administrativo de Hideyasu. Honda recebeu um pequeno pedaço de terras e se tornou governador de Fuchū. Devastado por anos de guerras, Fuchū havia perdido seus castelos, estradas e prédios, sendo Honda responsável pela reconstrução da área. Além das estradas, muralhas e edifícios, construiu um sistema de irrigação ligado ao Rio Hino. Honda iniciou a base da economia de Takefu que persiste até hoje: lâminas, indústria têxtil e maquinaria indurtrial. O Clã Honda administrou a área de Fuchū por nove gerações, até a Revolução Meiji. Seus túmulos podem ser visitados no Ryuusenji na Cidade de Echizen.

### Período Meiji(1868-1912)
No segundo ano da era Meiji (1869), a área conhecida como Fuchū, foi renomeada como Takefu. De acordo com uma antiga canção folclórica Min'yō chamada "Saibara," durante os períodos Nara e Heian, a área era conhecida como Takefu, desta maneira, o antigo nome foi restabelecido. No ano Meiji 22, a Cidade de Takefu foi oficialmente fundada.
Durante a revolução Meiji, os ¨daimyos¨- Senhores Feudais do período Edo foram abolidos e organizados em famílias kazoku. Entretanto Honda, sendo apenas um auxiliar administrativo e não um Senhor Feudal, foi rebaixado para a mais baixa classe de shizoku . No ano 3 da Era Meiji, O Clã Honda rebelou-se contra o governo Meiji em protesto contra o rebaixamento. Este período é conhecido como Takefu Soudou. Finalmente no ano Meiji 12, Honda Sukemoto foi promovido a kazoku, e então nomeado  danshaku em Meiji 17.

### Período ShowaeHeisei(1926-1988) (1989-)
Em Shōwa 23 (1948), Cidade de Takefu foi oficialmente estabelecida. Durante os 11 anos seguintes, Takefu englobou sete vilarejos vizinhos e cresceu consideravelmente em população e área. Em Shōwa 31 (1956), Distrito de Imadate foi estabelecido. Em 1 de Outubro, Heisei 17 (2005), A cidade de Takefu e o distrito de Imadate se fundiram para formar a cidade de Echizen. A nova cidade formada se tornou o maior centro cultural da Província de Fukui.

## Locais

### Templos shintoístas
- Templo Souja (総社大神宮) – Este é o principal templo da Cidade de Echizen. Deuses de todos os templos de Takefu são venerados juntos aqui. A população em geral o chama de "Osanja-san." Muitos seguidores visitam o templo durante os eventos durante a primavera, o verão e o inverno.
- Templo Oshio Hachiman (大塩八幡宮) - Em 887 este templo foi construído por Kino Tomonaka, que ficou exilado na area de Echizen por causa de uma falsa acusação contra o governo. Ele continuamente orou para limpar o seu nome durante alguns anos e eventualmente permitiram-lhe que retornasse a capital, Nara. Para demonstrar sua gratidão, construiu este templo, que é hoje tombado pelo patrimônio histórico nacional.
- Templo Omushi (大虫神社) – É dito que este templo tem mais de mil anos de história. Foi reconstruído em 1996 e possui duas estátuas de deuses masculinos que também fazem parte do patrimônio histórico nacional. Um grande Deus de pedra, Oiwasama, também se encontra aqui. Água pura, Ishigami-no-mizu é usada por muitas pessoas para lavar suas mãos e saciar a sede. Esta água já foi usada como parte do sistema de distribuição hidráulica da cidade.
- Templo Hino (日野神社) – Localizado na entrada do Monte Hino, conhecido como o Monte Fuji de Echizen. O templo e a montanha toda, são considerados locais sagrados. Existe um outro templo no topo da montanha. Durante o festival de verão, danças folclóricas são executadas em homengem ao Deus do Monte Hino. À noite os participantes sobem a montanha, empunhando tochas, para apreciar o nascer do sol a partir do topo. Existe também uma antiga construção onde pode-se ver desejos escritos em 1665, em placas de madeira com gravuras das colheitas de cada estação.
- Templo Ajimano (味真野神社) – Este templo venera o Imperador Keitai. Kuratani Tsugutoshi, neto do General Ashikaga Yoshimitsu, mudou-se para este templo, durante a a era Muromachi (1336-1573). No interior do templo, há uma parte da muralha do forte, usada para a proteção de Kuratani.
- Templo Okafuto & Templo Otaki (岡太神社、大瀧神社) – Estes templos localizam-se lado a lado no topo do Monte Gongen, é um templo misto,resultado do estágio avançado de construção de templos da segunda metade do período Edo, localizado aos pés da montanha. A Deusa do Papel, -- A única no Japão -- "Kawakami Gozen", é venerada aqui. A Lenda diz que ela ensinou ao povo japonês, como fazer papel, há 1500 anos. Em 1985 estes templos foram tombados pelo patrimônio histórico nacional.

### Templos budistas
- Templo Gekkouji (月光寺) – Durante o período da fome entre os anos 1833 e 1844, muitas pessoas morreram de inanição. Para lembrar estas mortes, em 1847 foi construído o Templo Gekkouji, a partir de quando serviços funerários passaram a ser realizados no local. Importante parte do templo é o Buda gigante em cobre, localizado no salão principal. 500 pedras com os nomes dos ancestrais inscritos estão no interior do corpo da estátua
- Templo Hoyamaji (帆山寺) – Este templo é dedicado a Senju Kannon, um Buda transformado, que possui 1000 braços, construído por um sacerdote chamado Taicho, no Período Nara. Outros Budas estão localizados aqui. Por exemplo, o Buda Nehan, que está morrendo,, com a imagem dos seguidores chorando, na parede posterior. O Buda sorrindo, chamado de Obinzurusan, guardando o portão principal do templo. Acredita-se que alguém pode se recuperar de doenças, passando as mãos na parte correspondente da estátua.
- Templo Injoji (引接寺) – Construído em 1488, Injoji  foi uma das principais ramificações do Shinseishu, setor do Budismo Tendai. O complexo possui 9 construções e é considerado um dos mais famosos da cidade. Destaca-se dos demais por possuir o portal principal completamente feito de zelkova. 16 santos Budistas, um leão, uma carpa nadando contra as corredeiras, e outras mais, completam o portal. O Grande Buda feito por pedras Shakudani é de visita obrigatória.
- Templo Ryusenji (龍泉寺) - Construído por  Tsugen-jakurei em 1367, a ramificação Sotoshu do Zen Budismo. O templo era favorecido pelo Clã Honda, que eram os ricos proprietários das terras na época. O templo tem protegido e mantido os túmulos do Clã Honda desde então.
- Templo Ryumonji  (龍門寺) – Manteve a simples arquitetura dos templos Zen por muito tempo. Aberto em 1299 e posteriormente transformado em um forte, tornando-se base de operações militares e políticas. Oda Nobunaga, que estava no controle do exército, montou seu quartel-general aqui, preparando-se para a Guerra contra Asakura Yoshikage e os budistas revoltados. Atualmente pode-se ver as ruínas do forte no interior dos domínios do templo.
- Templo Kongoin (金剛院) - Kongoin é o setor Soto do Zen Budismo, e parece um antigo templo nas montanhas. Construído em 1433 e transferido para o presente local em 1610, por Tomimasa Honda perto da Estação de Takefu. O Festival de Mitama é realizado aqui anualmente no dia 15 de Julho, quando seus silenciosos recintos são iluminados por 6000 velas, enquanto os monges caminham em volta recitando os sutras.
- Templo Reisenji  (霊泉寺) - Shiba Yoshitoshi construiu este templo durante o Período Muromachi (1336-1573). Possui uma rara estátua de Buda em pé, com oito metros de altura, de madeira revestida em laca preta.
- Templo Goshoji  (豪摂寺) – O templo é um dos quartéis-gerais do setor Shinsyu no Budismo. É uma experiência única caminhar através do portão ricamente decorado em madeira de Zelkova. Construído em Kyoto por Shinran em 1223, Foi deslocado para a Cidade de Echizen-Shi em 1615. O espaçoso templo contém os salões Shinran e Amida, um depósito de sutras e uma torre de sino. Inspirados depois de visitarem o templo em 1983, os poetas Tekkan Yosano e Akiko Yosano escreveram 14 Tankas exaltando as belezas do local com as folhas das árvores caídas e o quanto são abençoados por Buda.
- Jardim do Templo Jofukuji (浄福寺庭園) – É considerado como um dos locais de visitação obrigatória no Japão, no estilo tradicional com pedras, areia e musgos. O jardim foi feito por Tairano Yorimori, cujo irmão mais velho era Tairano Kiyomori, líder samurai da Era Kamakura. Além de poder apreciar a bela vista do Monte Hino, Uma grande árvore de azevinho num pequeno monte, lembra uma montanha e o musgo ao redor lembra uma onda no oceano. O jardim possui muitas flores de estação: camélias na primavera, azaleias no início do verão, folhas avermelhadas dos plátanos no Outono e flores brancas de azevinho no inverno.

### Parques
- Parque Murasaki Shikibu (紫式部公園) – Construído em homenagem à autora de ¨O Conto de Genji¨ (Genji Monogatari), Murasaki Shikibu, que viveu com seu pai, Tametoki Fukuwara, governador da área. O parque foi inspirado na residência de um nobre do Período Heian, parecendo uma antigo, rico e elegante jardim.  A estátua de Murasaki Shikibu está no parque, voltada em direção a Kyoto.
- Parque Ajimano (味真野苑) – Possui uma profunda conexão com o Man'yo-shu (um livro de poemas do período Nara). Inclui 63 trágicos poemas de amor escritos por Nakatomino Yakamori, que estava exilado nesta área, e Sanono Otogamino Otome, que viveu em Nara separado de Yamamori. O parque possui ainda um monumento de pedra, onde 15 famosos Poemas Kawa estão esculpidos.
- Parque Kakyo (花匡公園) – Local onde a vida em Echizen do Imperador Keita pode ser lembrada. Este parque possui 1000 cerejeiras - Sakura. Além do belíssimo período de floração, no outono, as folhas coloridas são de uma beleza singular.
- Parque Kojiro (小次郎公園) – Protegido pela estátua de Kojiro Sasaki, famoso samurai que viveu na Cidade de Fukui. No jardim vizinho ao parque, várias cerejeiras formam um espetáculo à parte durante o período de floração.
- Parque Rozan (廬山公園) – Este parque no alto do Monte Murakuni, oferece uma bela vista noturna das Cidades de Echizen, Sabae e Fukui.
- Echizen no Sato (越前の里) – Este parque abriga a antiga Residência Taniguchi, um tesouro nacional.
- Man‘yo-kan (万葉館) - "Manyo-shu"　é uma nobre coleção de Wakas, poemas tradicionais do Japão da Era Nara (há 1200 anos). Alguns wakas da obra, acredita-se, tenham sido escritas em Echizen, onde hoje se localiza o bairro de Ajimano, local onde os poemas estão expostos.
- Man yo kiku-en (万葉菊花園) – Local onde pode-se ver bonecos no tamanho natural, coberto de crisântemos, exibidos durante o Festival Kikuningyo, que ocorre todos os anos no outono, no Parque Central de Takefu (中央公園-Chuo Kouen). As flores em exposição aqui, continuam crescendo durante o ano. É possível ver ainda, a maneira tradicional do cultivo das mesmas. Algumas flores raras como "Nanahon-Date" –  a flor que cresce em galhos em sete direções diferentes, "Kengai" – flor cujas pétalas se espalham como um tapete de flores , "Senrin-Giku" – um tipo de planta que tem seus galhos desenvolvidos em montes, além de outras variedades.

### Outros
- Kura-no-Tsuji (蔵の辻) – Área histórica no centro e Echizen, repleta de depósitos construídos no período Edo, com suas paredes brancas que caracterizam o período. Era um ponto de parada para o transporte de mercadorias entre a região de Kansai e o Distrito de Hokuriku. Os depósitos perfilados, pertenciam aos antigos mercadores. Atualmente são mantidos pelo programa de revitalização do centro histórico. Concertos ao ar livre e festivais, frequentemente são realizados na praça central do complexo.
- Museu da vila de Takefu (武生公会堂記念館) – Construído em 1929, foi reformado para manter a aparência original, sendo reinaugurado em 1995. Atualmente vários projetos culturais são realizados aqui, como catalogar materiais históricos, apresentando concertos e seminarios culturais.
- Teramachi Dori (寺町通り) – Esta rua histórica de Takefu é famosa pelos revestimentos em pedra e prédios antigos.
- A Casa Onde Chihiro Iwasaki nasceu (いわさきちひろの生家) – Esta é a casa onde a conhecida artista, Chihiro Iwasaki, nasceu. Seus descendentes restauraram de acordo com a casa original, construída no Período Taisho. Desta maneira você pode aprender sobre a cultura e o estilo de vida da época. A artista já faleceu, mas seus retratos estão ainda aqui para serem apreciados por todos.
- Ruínas do Castelo Komaru (小丸城跡) – Construído pelo seguidor de Oda Nobunaga ,Sassa Narimasa, entre 1575 e 1581. Pode-se ver aqui, parte do pórtico de entrada, e algumas telhas nas quais estão escritas estórias sobre os budistas que se revoltaram contra a repressão de Oda.
- Takefu Knife Village (タケフナイフヴィレッジ) – Vila das facas de Takefu – Local onde artigos de cutelaria são feitos à mão por artesãos locais, no método tradicional de Echizen. É possível ainda, aprender como fazer um abridor de envelopes, uma faca de cozinha, e como polir e afiar corretamente as lâminas.
- Usuzumi Sakura (薄墨桜) – Existem muitas cerejeiras no Monte Sanri. Mas uma delas é chamada de "Usuzumi Sakura," e possui 600 anos de idade. Há muito tempo, Ohto-no-oh teve que partir, com sua namorada, para ser indicado como Imperador Keitai em Kyoto. Desde então as flores de cerejeira destes pés tronaram-se mais esbranquiçadas, de acordo com a lenda. Por isso o nome ¨Usuzumi¨, que significa cor-de-rosa quase sem cor.
- Lago Ougiga (皇子ケ池) – Este lago já foi usado como local de banho para os bebês do Imperador Keitai, que se tornariam mais tarde Imperador Ankan e Imperador Senge. Além das águas límpidas e cristalinas, hoje possuía a forma hexagonal.
- Washi no Sato (和紙の里) – Este distrito dedica-se a fabricação artesanal de papel, no tradicional método japonês.
- Praça do papel Japonês (和紙の広場) –Washi no Hiroba– Localizado no antigo distrito de Imadate. Com lojas tradicionais de papel e cafés em seus 230 metros de extensão, possui um palco para apresentações musicais, uma fonte com carpas, e muitos tipos de árvores. Excelente local para caminhadas ou simplesmente relaxar.
- Papyrus Center (パピルス館) –Centro do Papiro– Este prédio contém informações e um atelier da arte do tradicional papel de Echizen. Os visitantes podem fazer seu próprio pedaço de papel de Echizen em 20 minutos.
- Museu Cultural Do Papel (紙の文化博物館) – Kami No Bunka Hakubutsukan– Este museu exibe informações e conta a história do papel de Echizen, assim como outros tipos de papel tradicional. Exibe ainda técnicas para o processamento e a origem do tradicional papel.
- O estúdio do artesão em Udatsu (卯立の工芸館) –Udatsu no Kougeikan – Trata-se de uma reconstrução de uma fábrica de papel artesanal do Período Edo, onde é possível acompanhar o processo tradicional. Ichibei Iwano, o proprietário atual, segue os passos de seu pai, um famoso artesão de papel. Ele é a nona geração dos artesãos de papel em Imadate. Os papeis fabricados neste processo, permanecem com suas caracteríscas inalteradas por centenas de anos, como pode-se observar nos museus do complexo.
- Cachoeira Yanagi (柳の滝) –Yanagi No Taki– O vilarejo é famoso por suas pequenas e grandes cachoeiras. São tão belas como as de Ichijo na Cidade de Fukui, onde se diz que o famoso samurai, Sasaki Kojiro, desenvolveu a invencível técnica de abater uma andorinha em voo, chamada "Tsubame Gaeshi." Em particular, a Cachoeira Nuno, tem uma queda que lembra uma fina camada de algodão. Muitos visitantes fazem longas caminhadas ao redor da quedas.
- Minowaki no Tokimizu (蓑脇の時水) – Esta cachoeira foi selecionada como uma das 100 mais belas paisagens do Japão.
- Honpojin'ya Ruins– Ruínas Honpojin ya
- Uno Tea Ceremony Museum– Museu da Cerimônia do Chá de Uno.

## Festivais e eventos
Janeiro
- 1 – Primeira facas do ano novo – Vila das Facas de Takefu- Takefu Knife Village
- 1 –Apresentação do Manzai de Ano Novo no Templo Ajimano Echizen Manzai Ajimano Shrine
- 5 – Cerimônia do Ano Novo para a fabricação de papel no Centro do Artesanato de  Utatsu
- Festival da queima dos enfeites de Ano Novo no Templo Okafuto Okafuto Shrine

Fevereiro
- 3rd – Véspera do início da primavera Setsubun
- 9th – Festival do vilarejo no Templo Okafuto Okafuto Shrine
- 11th - Oraishi, Celebração da ascensão do Imperador Keitai, no Templo Okafuto-  Okafuto Shrine
- 17th - Gobo-ko, encontro para comer Gobo (espécie de raiz, usada  na culinária tradicional japonesa)

Abril
- Festival Hanagatami, festival das cerejeiras no Parque Kakyo - Kakyo Park
- Festival das cerejeiras no parque Taiyo-no-Hiroba.
- 18 - Festival da Vassoura, para espantar os espíritos do mal no Templo Goko - Goko Shrine

Maio
- 3 - Wisteria Festival no Parque Murasaki Shikibu - Murasaki Shikibu Park
- Cerimônia do Chá Man’yo no Parque Ajimano Man'yo Tea Ceremony Ajimano-en
- 3-4 - Man'yo Festival no Parque Ajimano - Ajimano-en
- 3-5 - Festival do Papel nos Templos Okafuto e Otaki- Okafuto Shrine , Otaki Shrine
- 8-15 - Osuna-fumi, cerimônia de veneração a Areia no Templo Kokubunji -Kokubunji Temple

Julho
- 1 - Chi-no-wa Kuguri, cerimônia para espantar os espíritos do mal, no Templo Sōja - Sōja Shrine
- 15 - Mitama-Matsuri, Festival para confortar os antepassados, no Templo Kongoji - Kongoji Temple
- Festival do Monte Hino no Templo Hino - Mt. Hino , Hino Shrine
- 30 – Feira Kawasan no Templo Hosyunji Hosyunji Temple

Agosto
- 6th – Festival da Estrela em Shinbo-cho
- 14-15 - Festival de Verão em Echizen
- 15 - Festival do Fogo no Monte Onigadate - Mt. Onigadake
- 27-28 - O-yori, grande cerimônia no Templo Goshoji - Goshoji Temple

Setembro
- Festival Internacional de Arte Tannan - International Tannan Art Festival
- Festival Internacional de Música de Takefu - Takefu International Music Festival
- Festival no Templo Sōja - Sōja Shrine
- Parada dos templos portáteis no centro da cidade
- Feira da Indústria e Comércio Tannan, no Sun Dome Fukui - Tannan Industrial Crafts Fair , Sun Dome Fukui
- Abertura do Jardim das Castanheiras em Kurokawa-cho
- Shishi-gaeshi, brincadeira semelhante ao ¨Halloween¨ americano, mas com o leão de pedra que guarda o templo, no distrito de Minami Nakayama.

Outubro
- Exibição de Arte Contemporânea em Papel de Imadate - Imadate Exhibition of Contemporary Paper Art Works
- Takefu Kikuningyo,(武生菊人形) Festival dos bonecos de crisântemos no Parque Central (中央公園-Chuo Kouen), considerado a terceira maior exposição deste tipo no Japão.
- Festival do Parque Kojiro - Kojiro Park
- Festival da Fabricação de Papel no Templo Otaki. Otaki Shrine
- Do-no-machi, parada do Mochi no Templo Otaki - Otaki Shrine
- O Conto de Genji, evento no Centro Cultural de Echizen (越前市文化センター)

Novembro
- 3 – Maratona da cidade
- 5 - Festival do Monte Kinka - Mt. Kinka
- Festival das Folhas Vermelhas no Parque Kakyo - Kakyo Park

## Especialidade locais

### Comidas
- Echizen soba e Oroshisoba (com daikon- nabo ralado)
- Carangejos de Echizen – Echizen Kani
- Habutae Maki, pasta de feijão doce e mochi coberta com pão de ló.
- Satsukigase, espécie de biscoito japonês
- Mizuyōkan, gelatina de feijão doce, conservado n’água.
- Kenkera, tipo de Doce Japonês
- Baigetsu senbei, biscoito de arroz coberto com açúcar
- Arroz Volga, um Tonkatsu - carne de porco à milanesa  sobre Omuraisu- omelete recheado com arroz, que lembra um barco carregando mercadorias no  Rio Volga
- Feijões Manshou
- Sorvete de Crisântemo
- Vinho de Crisântemo
- Jizake -(sake local)

### Artesanato tradicional
- Echizen - Washi – tradicional papel japonês
- Echizen - Cutelaria
- Móveis Tradicionais, particularmente Tansu
- Telhas Tradicionais Japonesas
- Kikuningyo – Festival dos bonecos de crisântemo.

## Pessoas famosas
- Murasaki Shikibu, novelista, poeta, autora de uma das primeiras novelas da história humana.
- Keizan, um dos grandes fundadores do Sōtō Zen Budismo
- Hiromoto (Kouki) Watanabe, governador de Tóquio e fundador da Universidade de Tóquio - Tokyo Daigaku - 東京大学
- Kinya Machimura, empresário e estadista
- Chihiro Iwasaki, ilustrador de livros infantis
- Ichibei Iwano, artesão da fabricação tradicional do papel. Patrimônio Histórico Japonês vivo - Living National Treasure
- Ryoichi Ikegami, artista de Mangá
- Michiko Neya, locutora
- Makara Naotaka, samurai
- Sasaki Kojirō, samurai
- Machi Tawara, escritor, tradutor e poeta
- Masatoki Minami (Fumitoshi Koshinaka), escritor de viagens e fotógrafo de ferrovias.
- Hiroki Furuichi, membro do THE LOOSE DOGS
- Akihisa Makida , jogador de beisebol profissional do Rakuten Golden Eagles- morou em Iwauchi-cho e estudou no Kitahino Shogakko
- Nobutoshi Shimada, jogador de beisebol – profissional do Nippon Ham Fighters
- Yuka Amaya, apresentadora de televisão

## Cidades amigas
Echizen tem uma relação de amizade com as seguintes cidades:
- Takayama, Japão
- Motosu, Japão

## Galeria de imagens

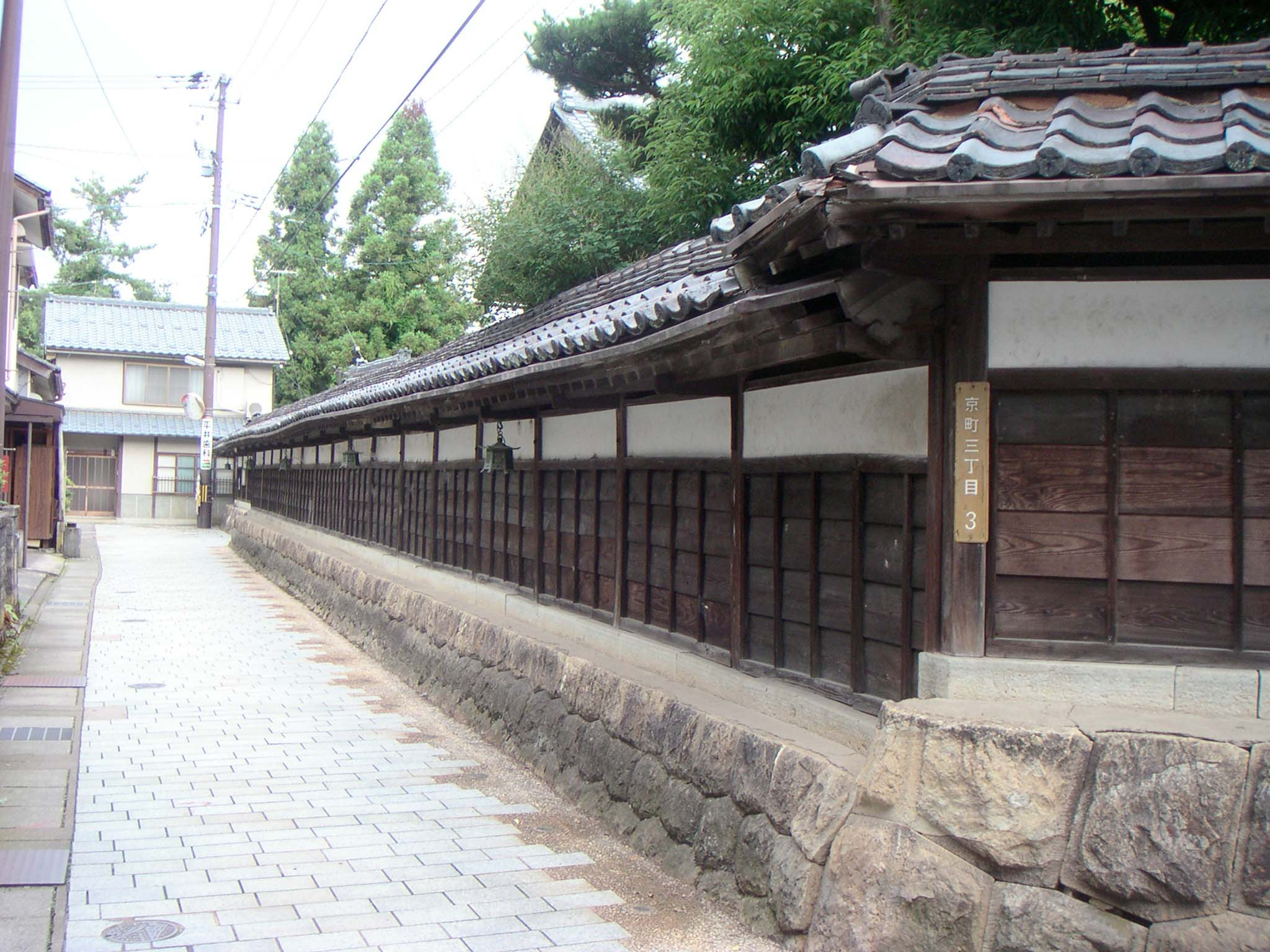
Vizinhança chamada Kyomachi no centro da cidade
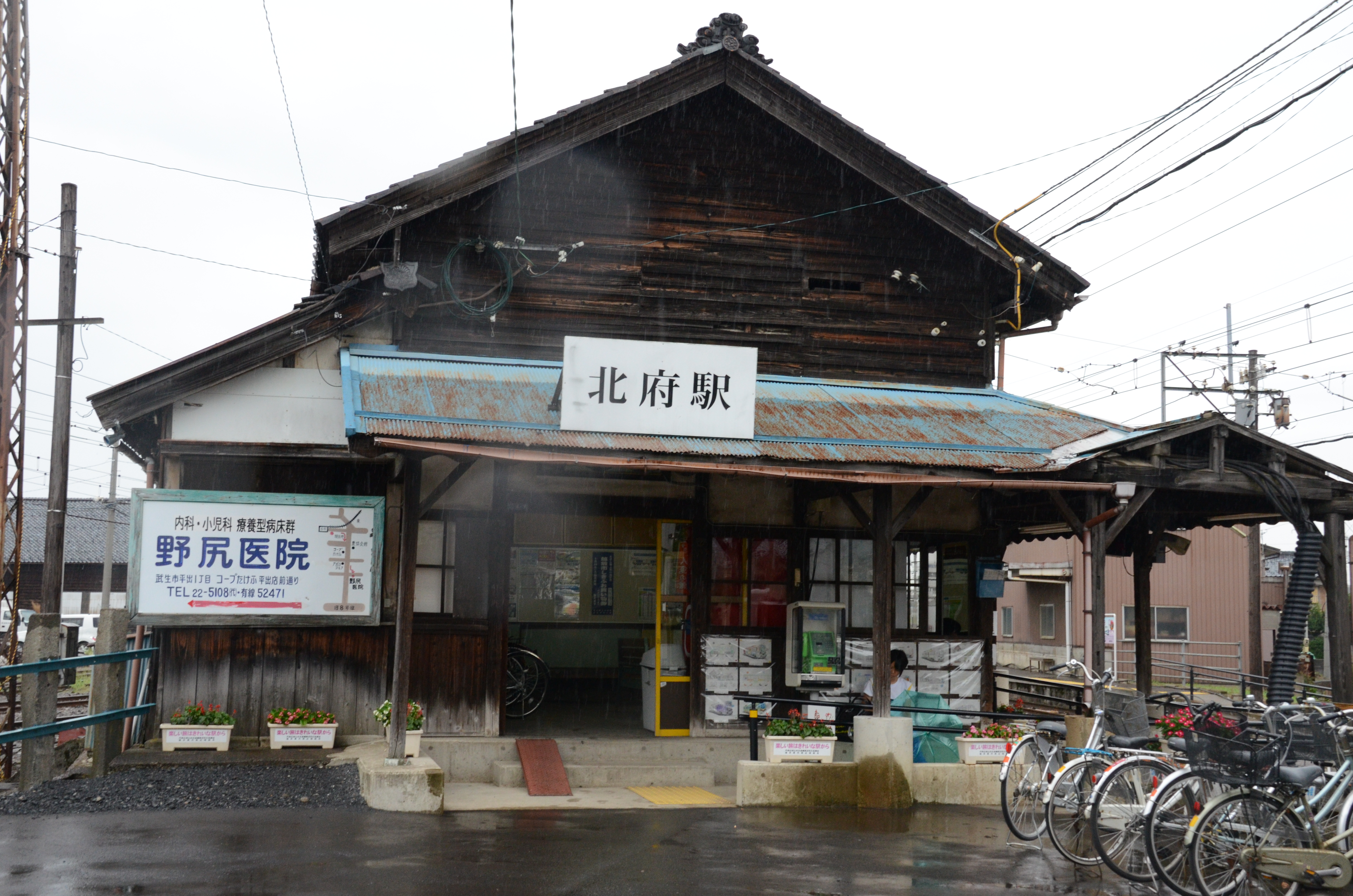
Estação Kitago Ferrovia de Fukui
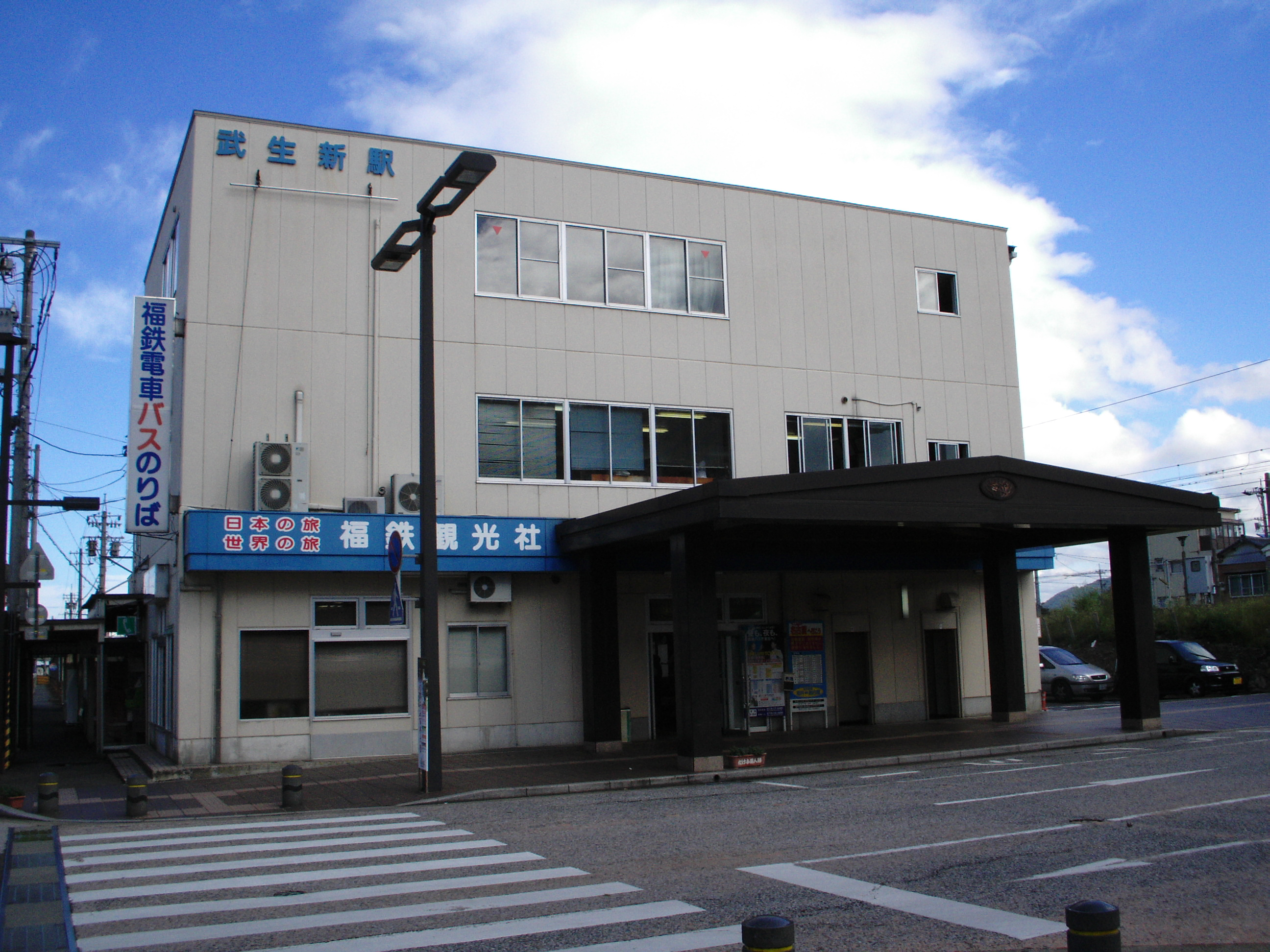
Estação Takefu-Shin da Ferrovia de Fukui
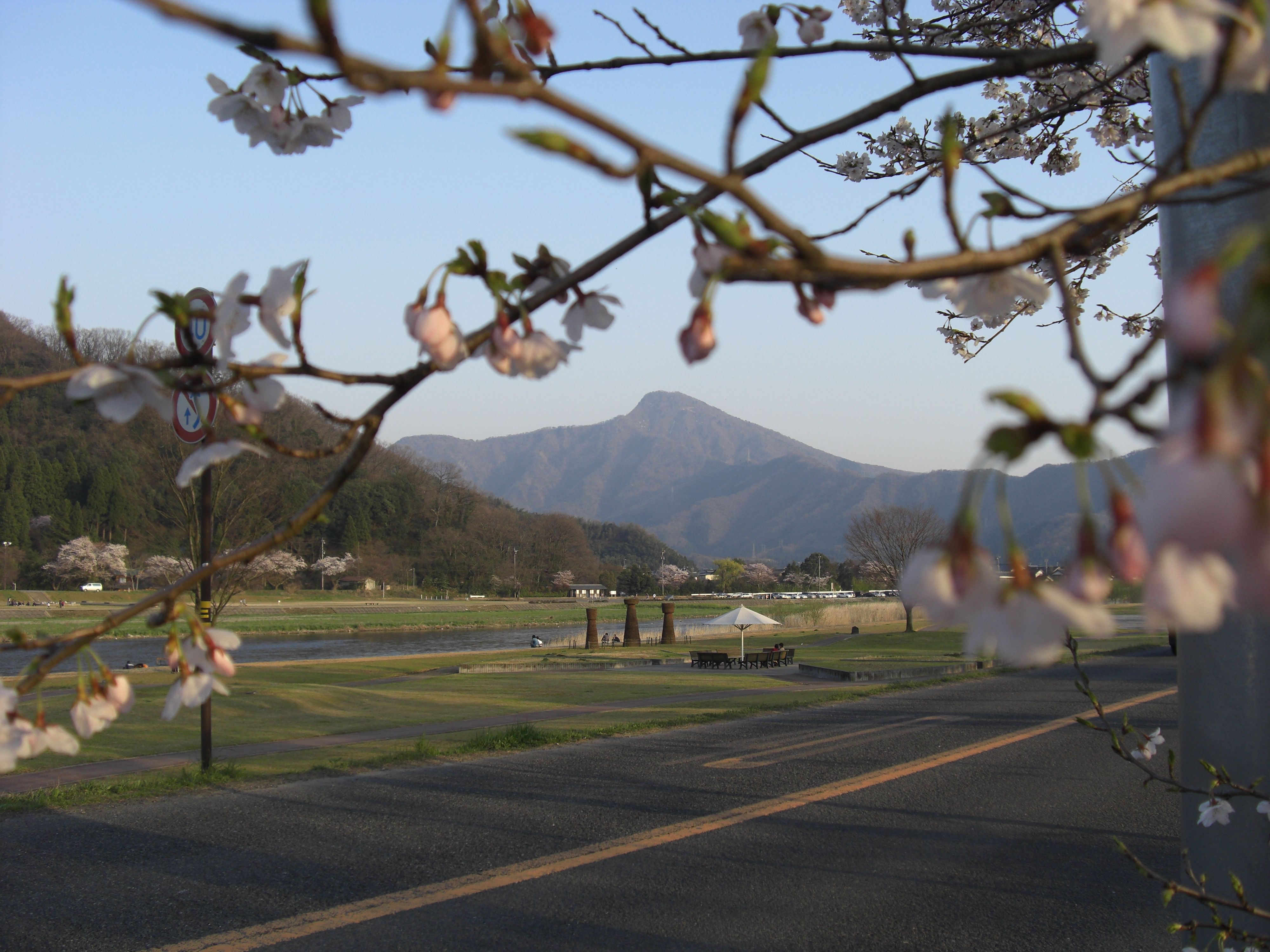
Monte Hino durante a floração das cerejeiras.
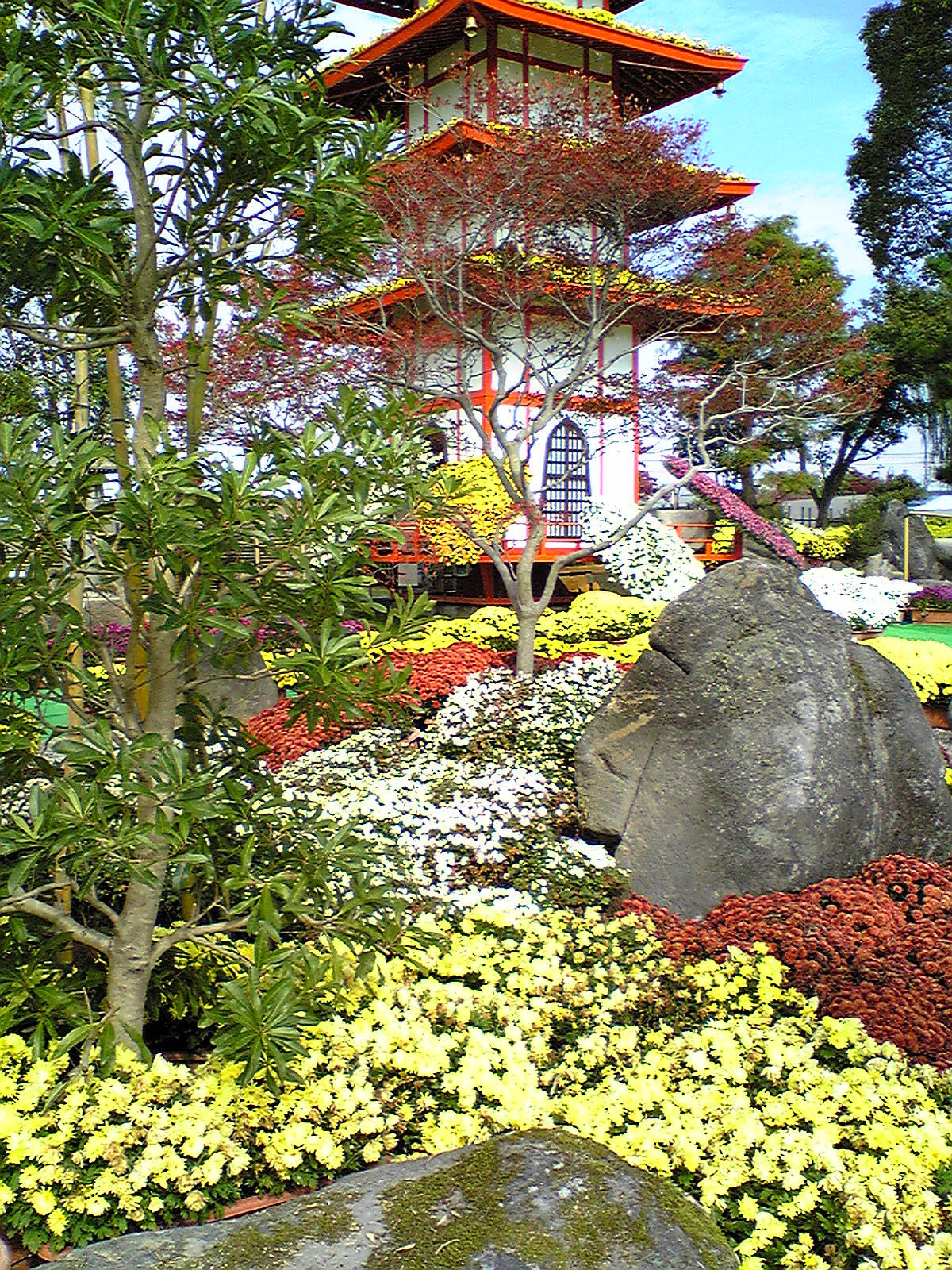
Takefu Kikuningyou